# Municipio de Liberty (condado de Macon)
El municipio de Liberty (en inglés: Liberty Township) es un municipio ubicado en el condado de Macon en el estado estadounidense de Misuri. En el año 2010 tenía una población de 212 habitantes y una densidad poblacional de 2,28 personas por km².

## Geografía
El municipio de Liberty se encuentra ubicado en las coordenadas 39°49′41″N 92°34′24″O / 39.82806, -92.57333. Según la Oficina del Censo de los Estados Unidos, el municipio tiene una superficie total de 93.1 km², de la cual 89 km² corresponden a tierra firme y (4,4 %) 4,09 km² es agua.

## Demografía
Según el censo de 2010, había 212 personas residiendo en el municipio de Liberty. La densidad de población era de 2,28 hab./km². De los 212 habitantes, el municipio de Liberty estaba compuesto por el 98,11 % blancos, el 1,42 % eran asiáticos, el 0,47 % eran de otras razas. Del total de la población el 0,47 % eran hispanos o latinos de cualquier raza.